# ГЕС Làzhài
ГЕС Làzhài (腊寨水电站) — гідроелектростанція на півдні Китаю у провінції Юньнань. Знаходячись після ГЕС Ténglóngqiáo II, становить десятий ступінь каскаду на річці Швелі (в Китаї має назву Long Chuan), великій лівій притоці Іраваді (одна з найбільших у Південно-Східної Азії річок, що протікає майже виключно у М'янмі і впадає кількома рукавами до Андаманського моря та Бенгальської затоки). При цьому нижче за течією розташовано ще кілька станцій, зокрема ГЕС Nònglìng.
У межах проекту річку перекрили бетонною греблею висотою 64 метрів та довжиною 181 метр. Вона утримує водосховище з об'ємом 6,1 млн м3 та припустимим коливанням рівня поверхні в операційному режимі між позначками 1090 та 1102,5 метра НРМ (у випадку повені до 1104 метра НРМ).
Зі сховища під правобережним масивом прокладено дериваційний тунель, який транспортує ресурс до розташованого за 2 км машинного залу. Основне обладнання станції становлять три турбіни типу Френсіс потужністю по 41,1 МВт, які працюють при напорі від 53 до 81 метра (номінальний напір 59 метрів).